# Liste der geschützten Landschaftsbestandteile im Salzlandkreis
Die Liste der geschützten Landschaftsbestandteile im Salzlandkreis nennt die geschützten Landschaftsbestandteile im Salzlandkreis in Sachsen-Anhalt.

## Liste
| Bild | Nr.        | Bezeichnung               | Gemarkung | Position                         | Beschreibung | Verordnung |
| ---- | ---------- | ------------------------- | --------- | -------------------------------- | --- | ---------- |
|      | GLB0001ASL | Tagebaurestloch Königsaue | Königsaue | 51° 49′ 18,1″ N, 11° 23′ 55,7″ O | 486 ha. Restloch des 1977 stillgelegten Braunkohletagebaus. Seitdem selbständige Ansiedlung seltener Tier- und Pflanzenarten. Nach Ende der Wasserhaltungsmaßnahmen seit 1991 vollgelaufen. Wasserfläche etwa 155 ha, maximale Tiefe 13 m. Gewässer und Uferbereich sind für Menschen weitläufig gesperrt, die Natur konnte sich ungestört entwickeln. |            |